# Euplexia chlorogrammata
Euplexia chlorogrammata là một loài bướm đêm trong họ Noctuidae.